# Золото Шарпа
«Золото Шарпа» — одна из серий британского исторического телесериала «Приключения королевского стрелка Шарпа», в ней показан вымышленный эпизод войны на Пиренейском полуострове. Сценарий не имеет почти ничего общего с сюжетом одноимённого романа Бернарда Корнуэлла. Сценарист Найджел Книл объясняет: «Я не использовал большую часть книги, только первые десять страниц. Мне хотелось воплотить в жизнь собственную идею о волшебстве, которым я грезил в течение всей работы над сценарием.» . Впервые показана в 1995 компанией британской телекомпанией ITV.

## Описание сюжета
Бесс Нейджент и её дочь Элли посещают своего близкого родственника генерала Уэлсли, воюющего в Испании против французских интервентов. Они хотят найти пропавшего мужа и отца археолога Уилла Нейджента. Уэлсли отказывается помочь, приказывая им отправиться домой в Ирландию. 
 
Тем временем майор Ричард Шарп получает задание передать 50 винтовок в обмен на британских дезертиров, пленённых партизанским командиром эль-Каско. Про него ходят страшные слухи, что его шайка - это потомки конкистадоров, вернувшихся из Мексики и перенявших религию ацтеков с их кровавыми жертвоприношениями. К Шарпу присоединяется лейтенант Эйерс из военной полиции. Две дамы догоняют Шарпа и он вынужден взять их под свою защиту. После боя с французскими уланами, где Элли пристреливает одного из них, она вступает в связь с Шарпом. По завершении сделки с эль-Каско дамы уезжают прочь, Шарп вынужден следовать за ними. Бесс и Элли натыкаются на эль-Каско, он убивает мать а дочь захватывает в плен. В пещере партизан Элли встречает своего отца, который почти сошёл с ума и повторяет имена ацтекских богов, идолы которых находятся здесь же. В поисках женщин Шарп встречает перепуганного до смерти французского офицера, отряд которого перебили партизаны эль-Каско и вырезали сердца у живых пленных. Шарп атакует пещеру эль-Каско, француз с частью его людей изображает ложную атаку, отдавая приказания на французском. Эль-Каско убивает Эйерса, ворвавшегося первым в пещеру и ранит Шарпа, но падает сражённый рукой Харпера.

## В ролях
| Актёр               | Роль                            |
| ------------------- | ------------------------------- |
| Шон Бин             | Ричард Шарп                     |
| Дара О’Мэлли        | Сержант Патрик Харпер           |
| Абель Фолк          | Эль Каско                       |
| Хью Фрейзер         | генерал Артур Уэлсли            |
| Джон Тэмс           | рядовой Дэниел Хагман           |
| Линдон Дэвис        | рядовой Перкинс                 |
| Джейсон Салки       | рядовой Харрис                  |
| Йен Шоу             | лейтенант военной полиции Эйерс |
| Хью Росс            | майор Мунго Мунро               |
| Филип Макгоф        | командир военной полиции        |
| Джулиан Симз        | лейтенант Барбье                |
| Майкл Меарс         | рядовой Франсис Купер           |
| Питер Айр           | Уилл Нейджент                   |
| Розалин Линехэн     | Бесс Нейджент                   |
| Джейн Эшборн        | Элли Нейджент                   |
| Диана Перес         | Рамона                          |
| Филипп Доуд         | рядовой Скилликорн              |
| Питер-Хьюго Дэйли   | сержант Родд                    |
| Николас Макгохи     | охотник                         |
| Джейк Абрахамс      | Донкин                          |
| Джонатан Макгиннесс | Бейли                           |

## Гиперссылки
- Sharpe's Gold (англ.) на сайте Internet Movie Database
- Sharpe's Gold at SharpeFilm.com